# لالند ۹۱۳۶
سیارک ۹۱۳۶ (به انگلیسی: 9136 Lalande، نامگذاری:4886T-1) نه هزار و صد و سی و ششمین سیارک کشف شده‌است که در ۱۳ مه ۱۹۷۱ کشف شد.
قدر مطلق سیارک برابر ۱۴٫۲۰ است.